# Pongal

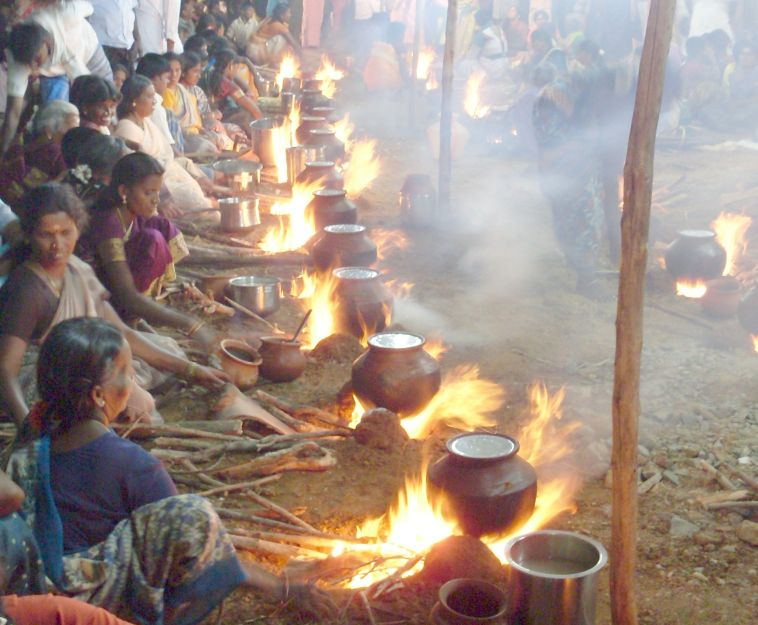
Pongal-Kochen am zweiten Tag des Pongal-Festes

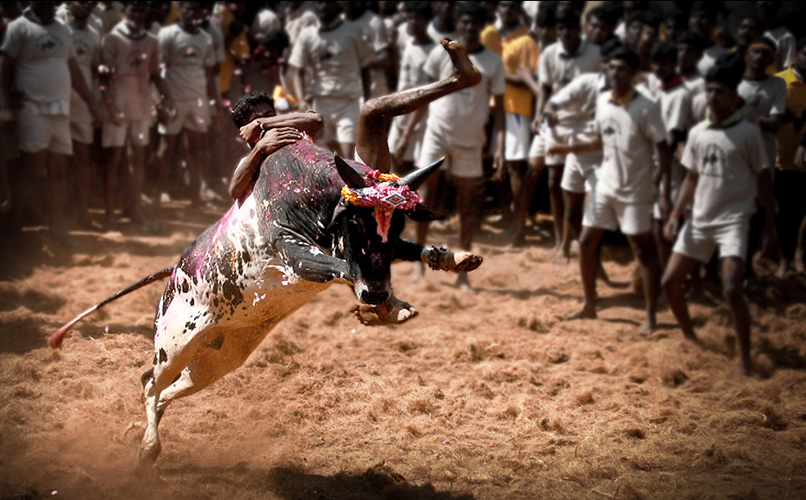
Jallikattu bei Madurai

Pongal (Tamil பொங்கல் Poṅkal [ˈpoŋɡəl], wörtlich „überkochen“), auch Tai Pongal oder Thai Pongal (Tamil தைப்பொங்கல் Tai Poṅkal [ˈt̪ai̯ ˌpoŋɡəl]), ist ein tamilisches Erntedankfest. Es wird am Anfang des tamilischen Monats Tai (Mitte Januar) gefeiert und ist einer der wichtigsten tamilischen Feiertage. Pongal bezeichnet auch das Reisgericht, das während des Festes gekocht wird, aber auch zu anderen Gelegenheiten gegessen werden kann.
Die Festlichkeiten dauern insgesamt vier Tage. Vor den Feiertagen wird das ganze Haus gereinigt. Am ersten Tag, Bhogi,  verbrennt man, symbolisch für den Neuanfang, alte Kleidungsstücke sowie andere alte Dinge oder wirft sie fort.  Vakisan Pongal, der eigentliche Pongal-Tag, fällt nach dem tamilischen Kalender auf den ersten Tag des tamilischen Monats Tai, meist der 14. oder 15. Januar. Früh am Morgen kocht man das typische Gericht, das ebenfalls Pongal genannt wird. Es besteht aus Milch mit dem neuen Reis und Sirup aus dem Palmzucker der neuen Ernte. Nach alter Tradition soll es möglichst im offenen Hof in einem neuen Topf an einer neuen Feuerstelle gekocht werden. Große Stangen von Zuckerrohr stehen neben dem Pongal-Topf. Der Topf wird auf dem Holzfeuer so aufgesetzt, dass die Milch möglichst genau zum Sonnenaufgang zum Kochen hochkommt. Die Familie steht um den Topf und bricht bei dem Ereignis in Jubel aus. Dann wird der Reis und der Sirup hinzugefügt, manchmal auch Payaru, würzige, kleine grüne Linsen. Später beschenkt man die Nachbarn und tauscht Festtagsgrüße aus. Dieser Tag ist der wichtigste des Pongal-Festes.
Am dritten Tag, Mattu Pongal, dankt man Kühen rituell für ihre Dienste. In manchen Gegenden von Tamil Nadu gibt es an diesem Tag einen Wettkampf, Jallikattu, auch bekannt als Manju Virattu oder Yeru Thazhuvuthal – den Bullen umarmen. Für die jungen Männer geht es darum, einen Bullen zu zähmen, was als ein Zeichen von Tapferkeit angesehen wird. Der Sport dient auch dazu, die einheimische Rinderrasse zu erhalten.
Am letzten Feiertag, Kaanum Pongal, reisen die Leute, um andere Familienmitglieder zu sehen. Die jüngere Generation ehrt an diesem Tag die ältere. Es gibt auch die Tradition, an diesem Tag Essen auf Bananenblättern außerhalb des Hauses für die Vögel herauszulegen.
Außerhalb Südindiens feiern die Menschen am selben Tag das Fest der Sonnenwende Makar Sankranti und im Punjab das Erntefest Lohri, wobei Bräuche und mythologische Hintergründe andere sind als beim tamilischen Pongal.